# Отони
Отони (ɔθɔˈni) представља острво које се налази у Јонском мору. Припада малој групи острва, Отонска острва, а са својом површином од 10 , ово острво је највеће у својој групи. На острву живи око 100 сталних становника.
Координате острва: 39° 51' Сгш; 19° 24' Игд
Острво лежи нешто преко 20 km сјеверозападно од Крфа а његова дужина у правцу исток-запад износи 5,6 km. Острво је широко 3,6 km. Највиша тачка острва, а уједно и највиши врх ове мале острвске групе представља врх „Фано“ са својих 408 метара изнад морске површине.
Највише становника овог острва, живе у истоименом мјесташцу Отони, у малим сеоским кућама. Главна дјелатност на острву је пољопривреда (углавном се узгајају маслине), али доста се бави и рибарством. Туризам је лоше развијен, али ипак постоји. 
Бродска линија са острва Отони се одвија између Крфа, тј. главног града овог великог острва, али и са сјеверних обала Крфа чести су туристички обиласци мањим јахтама.